# Resolution der Kommunarden
Resolution (auch: In Erwägung oder Resolution der Kommunarden) ist der Titel eines Gedichtes von Bertolt Brecht aus dem Zyklus Svendborger Gedichte (1926–1939). Das 1934 geschriebene Gedicht bezieht sich auf die Pariser Kommune. Wie andere Texte von Brecht wurde es, vertont von Hanns Eisler, in den Liedschatz der Arbeiterbewegung und von Kleinkunstprogrammen aufgenommen. Gedruckt erschien es erstmals 1937 in Madrid, herausgegeben von Ernst Busch. 1949 nahm Brecht die Inhalte des Gedichtes in sein Theaterstück Die Tage der Commune über die Pariser Kommune auf. Für die Aufnahme in die Sammlung Hundert Gedichte (1951) erweiterte Brecht den Titel zu Resolution der Kommunarden.
Auch die Bands bzw. Sänger Oktoberklub, National Affairs, Dritte Wahl, Freygang,  Lerryn (= Diether Dehm), Die Schmetterlinge, Cochise, Heiter bis Wolkig und Die Grenzgänger spielen bzw. spielten dieses Lied regelmäßig auf ihren Konzerten.